# 황금방울새

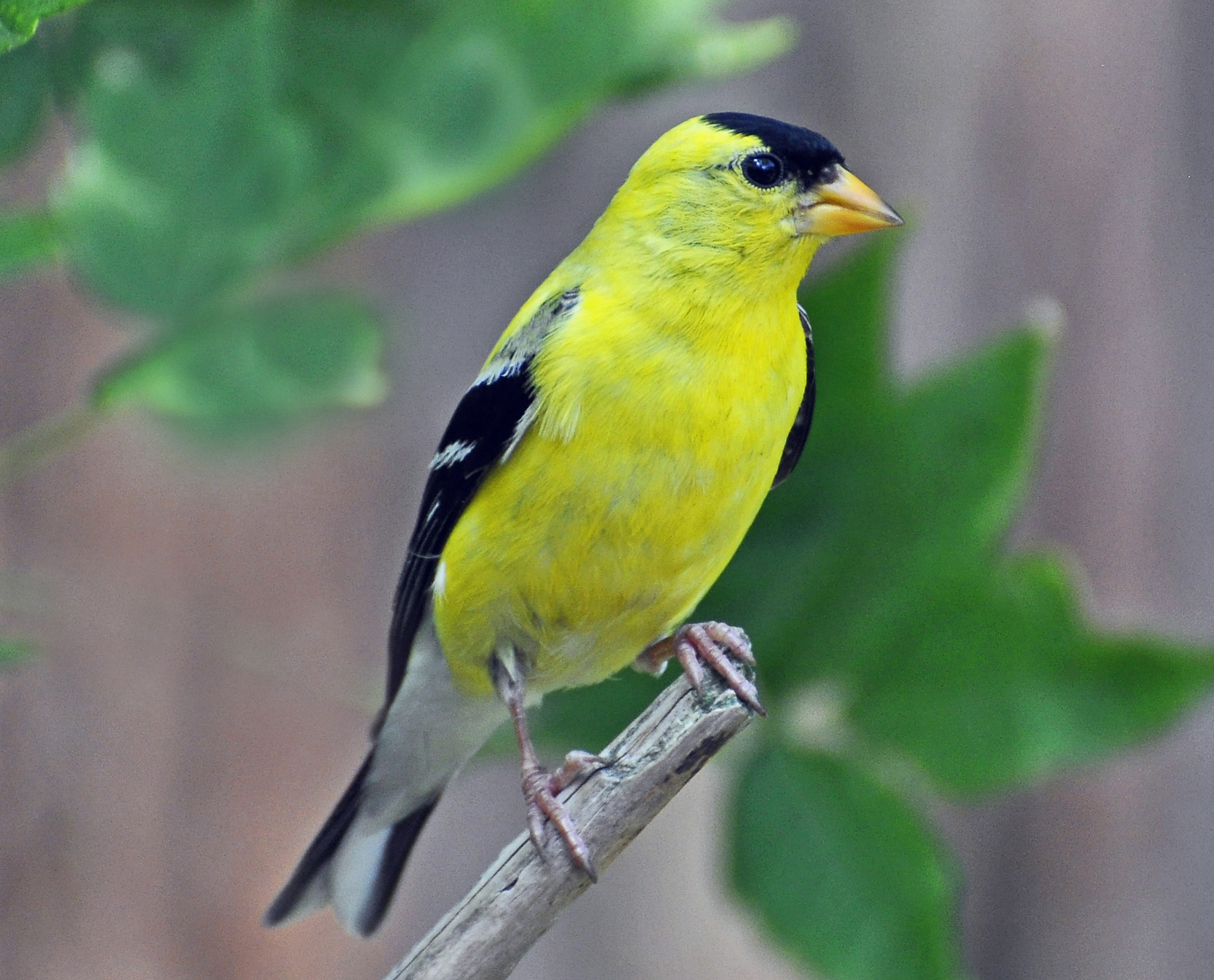
수컷

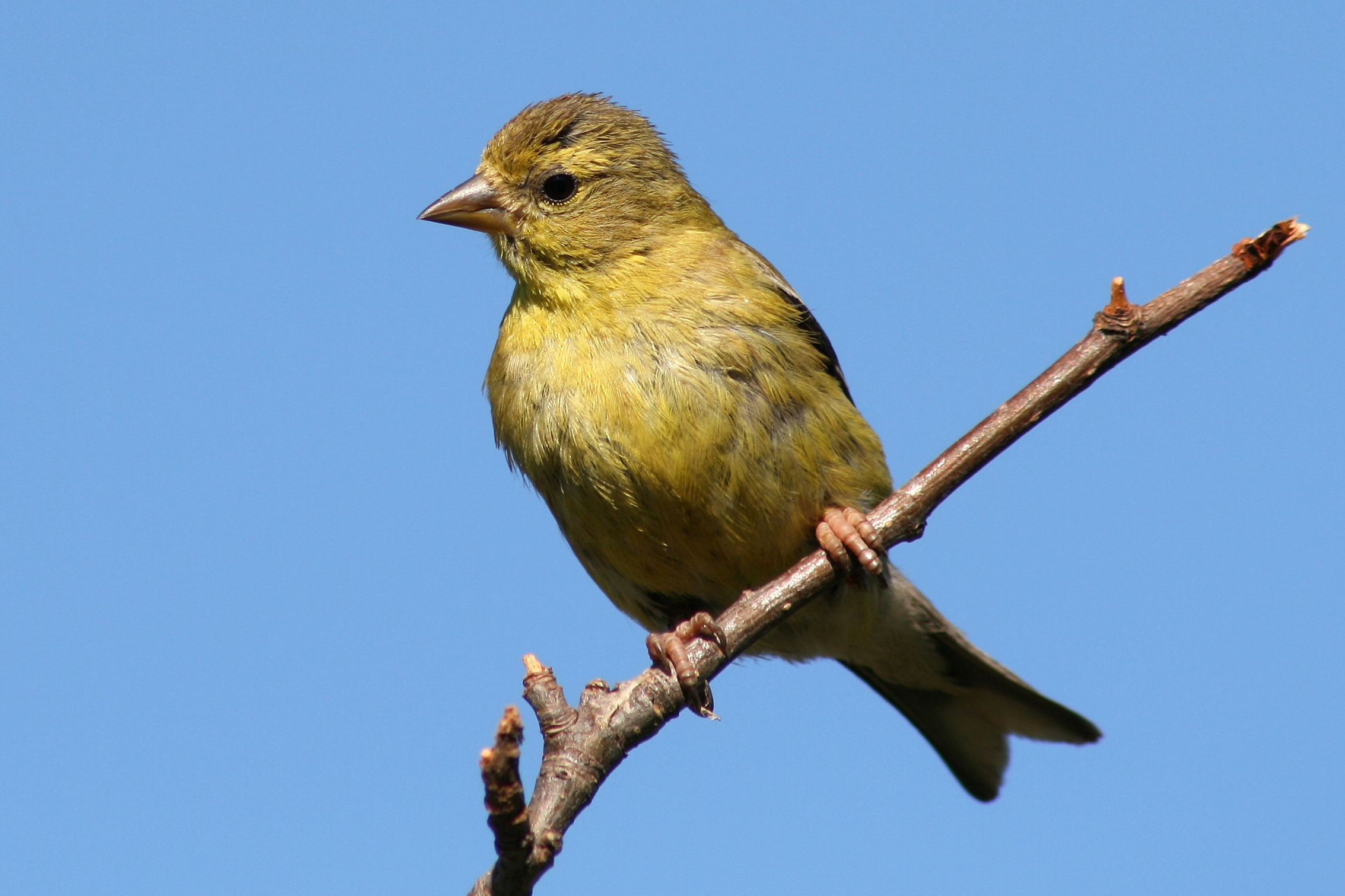
암컷

황금방울새, 미국황금방울새, 미국금방울새, 미국 금새(아메리칸 골드핀치, American goldfinch, Spinus tristis)는 되새과에 속하는 북아메리카의 작은 새이다. 번식기에는 앨버타주 중부에서 노스캐롤라이나주까지, 겨울에는 미국-캐나다 국경 바로 남쪽에서 멕시코까지 이동한다.
아과에서 완전한 탈피를 겪는 유일한 방울새인 황금방울새는 성적 이형성을 나타낸다. 수컷은 여름에 선명한 노란색, 겨울에는 올리브색을 띠는 반면, 암컷은 약간만 밝아지는 흐릿한 황갈색이다. 여름 동안. 수컷은 번식기에는 짝을 유인하기 위해 밝은 색의 깃털을 뽐낸다.
황금방울새는 육식동물이며 씨앗을 섭취하는 데 적합하다. 원뿔형 부리는 씨앗을 제거하고 민첩한 발은 먹이를 주는 동안 씨앗 줄기를 잡을 수 있다. 사회적인 새이며 먹이를 먹고 이동하는 동안 큰 무리로 모인다. 둥지를 짓는 동안 영토적으로 행동할 수도 있지만 이러한 공격성은 오래가지 않는다. 번식기는 방울새의 상대적으로 늦은 7월 말부터 시작되는 식량 공급의 정점과 관련이 있다. 이 종은 일반적으로 단혼이며 매년 한 마리의 새끼를 낳는다.
인간 활동은 일반적으로 황금방울새에게 이익이 되었다. 이 지역의 생존율을 높이는 새 모이통에 유인되기 때문에 주거 지역에서 종종 발견된다. 삼림 벌채는 또한 선호하는 서식지인 열린 초원 지역을 만든다.